# Károly György Lebrecht anhalt–kötheni herceg
Károly György Lebrecht anhalt–kötheni herceg (Köthen, 1730. augusztus 15. – Zimony, 1789. október 17.) német katona. 1755-től haláláig volt Anhalt–Köthen hercege. A törökök elleni harcban lázasodott be, hamarosan életét vesztette.